# Wolfgang Winkler (Schauspieler)
Wolfgang Winkler (* 2. März 1943 in Görlitz; † 5. Dezember 2019 in Berlin) war ein deutscher Schauspieler und Hörspielsprecher. In der Krimireihe Polizeiruf 110 spielte er neben seinem Schauspielkollegen Jaecki Schwarz mit Herbert Schneider einen der Ermittler des Duos Schmücke und Schneider.

## Leben

### Ausbildung und erste Engagements
Wolfgang Winkler wuchs wohlbehütet bei seinen Großeltern auf, die regelmäßig ins Theater gingen, wodurch er bereits frühzeitig mit dem Schauspiel in Berührung kam. Nach der Schule absolvierte er zunächst bei der Deutschen Reichsbahn eine Ausbildung zum Lokomotivführer und gründete parallel das Kabarett Die Zwecken. Schließlich bewarb er sich an der Deutschen Hochschule für Filmkunst in Potsdam, wo er von 1962 bis 1965 studierte. 1965 debütierte er am Görlitzer Gerhart-Hauptmann-Theater als Handwerker Zettel in William Shakespeares Komödie Ein Sommernachtstraum. Ab 1967 war er am Landestheater Halle engagiert. Als sein Kollege Peter Sodann 1980 Schauspieldirektor wurde, kündigte er 1986 wegen seines schwierigen Verhältnisses zu Sodann schließlich sein Engagement. Nachdem er nach der Wende wieder ein Engagement am neuen theater Halle gefunden hatte, wurde er Anfang der 1990er Jahre vom Intendanten Horst Schönemann an das Staatsschauspiel Dresden geholt.

### Film und Fernsehen

#### DDR
Seinen Erstauftritt vor der Kamera hatte Winkler bereits 1965 in Kurt Maetzigs Drama Das Kaninchen bin ich. Der Film, eine Adaption des Romans Maria Morzeck oder Das Kaninchen bin ich von Manfred Bieler, war bis 1990 in der DDR verboten, da er sich kritisch mit dem Sozialismus und im Besonderen mit der Strafjustiz auseinandersetzte. Auch mit Angeboten und Hauptrollenoptionen für die DEFA-Filme Ich war neunzehn (1968), Dr. med. Sommer II (1970) und Leichensache Zernik (1970) war Winkler wenig Glück beschieden – sie gingen dann doch an Jaecki Schwarz bzw. Werner Tietze und im Fall von Leichensache Zernik, wo er an der Seite von Wolfgang Kieling zu drehen begonnen hatte, erkrankte der Regisseur Gerhard Klein am 10. Drehtag und verstarb. Dieser Kriminalfilm wurde zwei Jahre später schließlich unter der Regie von Helmut Nitzschke mit einer anderen Besetzung realisiert.
Erst mit verschiedenen kleinen und mittleren Fernseh-Rollen, beispielsweise in zahlreichen Inszenierungen des Fernsehtheaters Moritzburg zwischen 1968 und 1988, sowie mit Egon Schlegels Kinderfilm Das Pferdemädchen (1979) wurde Winkler einem breiten Publikum bekannt.

#### Nach der Wende
Auch nach der Wende gelang es Winkler, im Fernsehgeschäft zu bleiben. So spielte er 1992 in Frank Beyers Das große Fest an der Seite von Hans Christian Blech, Rolf Hoppe und Iris Berben, 1993 im Fernsehfilm Grüß Gott, Genosse oder 1994 neben Manfred Krug in Werner Mastens neunteiliger Serie Wir sind auch nur ein Volk nach Drehbüchern von Jurek Becker. Einem Millionenpublikum bekannt wurde er in der Rolle des Hauptkommissars Herbert Schneider in der Krimireihe Polizeiruf 110, wo er von 1996 bis 2013 gemeinsam mit Jaecki Schwarz in Halle (Saale) und Umgebung ermittelte. Ende Januar 2013 wurden vom MDR mit Claudia Michelsen und Sylvester Groth als Ermittlungsduo Brasch und Drexler ihre Nachfolger bestimmt. Während der Zeit des Polizeirufs war Winkler wiederholt mit Schwarz auch in weiteren Fernsehfilmen als gemeinsames Duo zu sehen, wie etwa 2008 in dem ARD-Fernsehfilm Das Traumpaar.
Von 2015 bis 2019 spielte Winkler in der ARD-Vorabendserie Rentnercops an der Seite von Tilo Prückner die Hauptrolle des aus dem Ruhestand zurückgeholten Kommissars Günter Hoffmann. Im Oktober 2017 stand er für den Fernsehfilm Der steinerne Gast der Krimireihe Wolfsland als Kneipenwirt Bruno Hass vor der Kamera. Ferner spielte er noch Theater, so unter anderem in Dresden und 2007 sowie 2011 beim Schauspielensemble Klassik am Meer unter der Regie von Jürgen Kern. 2013 hatte er gemeinsam mit seinem Kollegen Jaecki Schwarz die Goldene Henne für sein Lebenswerk erhalten.

### Privates und Tod
Winkler engagierte sich als ehrenamtlicher Botschafter der Stiftung Kinderhospiz Mitteldeutschland Nordhausen e. V. in Tambach-Dietharz. Daneben hielt er regelmäßig Rezitationen und Lesungen. Mit seinem Kollegen und Freund Jaecki Schwarz hielt er in unregelmäßigen Abständen Rezitationen aus dem Ende Dezember 2009 erschienenen Buch Niemals vergessen, wo ich herkomme – Lebenswege berühmter und weniger berühmter Alkoholiker. Im September 2012 veröffentlichte er mit Jaecki Schwarz im Eulenspiegel-Verlag das Buch Herbert & Herbert – Mit dir möchte ich nicht verheiratet sein!, das Winkler und Schwarz auch mehrere Jahre in Lesungen vorstellten.
Wolfgang Winkler starb am 5. Dezember 2019 im Alter von 76 Jahren an den Folgen eines Hirntumors. Er lebte zuletzt in Berlin-Karow, war seit 2008 in zweiter Ehe verheiratet und Vater eines Sohnes und einer Tochter. Wolfgang Winkler ruht auf dem Berliner Friedhof Karow III.

## Filmografie (Auswahl)
- 1965: Das Kaninchen bin ich
- 1965: … nichts als Sünde
- 1966: Harras, der Polizeihund – Folge: Die Party (TV)
- 1967: Das Mädchen auf dem Brett
- 1968: Ich war neunzehn
- 1968: Nadel und Bajonett (Fernsehtheater Moritzburg)
- 1968: Das Ende vom Anfang (Fernsehtheater Moritzburg)
- 1969: Fastnachtsspiele des Hans Sachs (Fernsehtheater Moritzburg)
- 1969: Ungewöhnlicher Ausflug (Fernsehtheater Moritzburg)
- 1969: Drei von der K (TV)
- 1970: Leichensache Zernik (durch den Tod Gerhard Kleins abgebrochene Erstverfilmung)
- 1970: Die Geldheirat (Fernsehtheater Moritzburg)
- 1971: Wer zuletzt lacht … (Fernsehtheater Moritzburg)
- 1971: Rottenknechte – 4. Teil (TV)
- 1971: Zeit der Störche
- 1972: Der Mann nach der Uhr oder Der ordentliche Mann (Fernsehtheater Moritzburg)
- 1972: Euch werd ich’s zeigen
- 1973: Das zweite Leben des Friedrich Wilhelm Georg Platow
- 1973: Zement (Fernsehfilm, zwei Teile)
- 1974: Die eigene Haut (Fernsehfilm)
- 1974: … verdammt, ich bin erwachsen
- 1975: Broddi (TV)
- 1975: Bankett für Achilles
- 1975: Bedtime Story (Fernsehtheater Moritzburg)
- 1975: Spätpodium: Als ich auf dem Wacholder saß (Fernsehtheater Moritzburg)
- 1976: Ein altes Modell (TV)
- 1977: Scherz, Satire, Ironie und tiefere Bedeutung (Theateraufzeichnung)
- 1977: Ein Schneemann für Afrika
- 1977: Gefährliche Fahndung (TV)
- 1978: Des kleinen Lokführers große Fahrt (TV)
- 1978: Spuk unterm Riesenrad (TV)
- 1978: Geschichten aus dem Wiener Wald (Theateraufzeichnung)
- 1979: Kleistertopf und Tantentricks (Fernsehtheater Moritzburg)
- 1979: Polizeiruf 110: Am Abgrund (TV-Reihe)
- 1979: Tull (Fernsehfilm)
- 1979: Das Pferdemädchen
- 1980: Max und siebeneinhalb Jungen
- 1980: Dach überm Kopf
- 1981: Verflucht und geliebt (Fernsehen, 5 Teile)
- 1981: Nora S. (Fernsehfilm)
- 1981: Darf ich Petruschka zu dir sagen?
- 1981: Der Dicke und ich
- 1982: Polizeiruf 110: Schranken (TV-Reihe)
- 1982: Urlaub mit Überraschungen (Fernsehtheater Moritzburg)
- 1983: Schwierig sich zu verloben
- 1983: Die Schüsse der Arche Noah
- 1984: Das Puppenheim in Pinnow (Fernsehfilm)
- 1984: Eisenbahnerfamilie (Sprecher)
- 1984: Pension Butterpilz – Das Freizeitparadies (Fernsehtheater Moritzburg)
- 1984: Familie intakt (TV-Reihe)
- 1985: Die Leute von Züderow (TV-Reihe)
- 1985: Die dritte Frau (Fernseh-Zweiteiler)
- 1985: Die Wette (Fernsehtheater Moritzburg)
- 1985: Der Staatsanwalt hat das Wort: Hubertusjagd
- 1986: Der Hut des Brigadiers
- 1986: Rabenvater
- 1986: Hilde, das Dienstmädchen
- 1987: Der Schwur von Rabenhorst
- 1987: Liane
- 1988: Tiere machen Leute (neunteilige Fernsehserie)
- 1988: Revision zu dritt (Fernsehtheater Moritzburg)
- 1988: Mit Leib und Seele
- 1988: Polizeiruf 110: Ihr faßt mich nie! (TV-Reihe)
- 1988: An allem ist Matuschke schuld (Fernsehfilm)
- 1988: Das Herz des Piraten
- 1989: Johanna (Fernsehserie)
- 1989: Polizeiruf 110: Variante Tramper (TV-Reihe)
- 1989: Polizeiruf 110: Unsichtbare Fährten (TV-Reihe)
- 1989: Der Drache Daniel
- 1990: Über die Grenzen
- 1990: Abschiedsdisco
- 1991: Jugend ohne Gott
- 1991: Der Strass
- 1992: Das große Fest (Fernsehfilm)
- 1992: Karl May (TV-Miniserie)
- 1993: Grüß Gott, Genosse (TV)
- 1993: Polizeiruf 110: Tod im Kraftwerk (TV-Reihe)
- 1994: Liebling Kreuzberg: Rote Ohren
- 1995: Polizeiruf 110: Sieben Tage Freiheit (TV-Reihe)
- 1995: Wir sind auch nur ein Volk
- 1995: Tatort – Tödliche Freundschaft (TV-Reihe)
- 1996: Tatort – Wer nicht schweigt, muß sterben
- 1996: Kurklinik Rosenau (TV-Serie)
- 1996–2013: Polizeiruf 110 (als Hauptkommissar Schneider); 50 Folgen, Details siehe unter Schmücke und Schneider
- 1997: Eine Frau nach Maß
- 1998: Der letzte Zeuge – Der süße Tod
- 2001: Heinrich der Säger
- 2003: Fliege kehrt zurück
- 2003: Marga Engel kocht vor Wut
- 2004, 2006: Schloss Einstein (als Hauptkommissar Schneider)
- 2004: Fliege hat Angst
- 2005: Rotkäppchen
- 2008: Tischlein deck dich (ARD-Märchenfilmreihe Sechs auf einen Streich)
- 2008: Das Traumpaar
- 2008: Sechs Tage, Sechs Nächte. 100 Jahre Berliner Sechstagerennen
- 2009: Tango im Schnee
- 2012: Die Männer der Emden
- 2012: SOKO Leipzig – Getrieben
- 2012: Fallwurf Böhme – Die wundersamen Wege eines Linkshänders, TV-Version: Liebe, Handball und Kalter Krieg (Erzählerstimme)
- 2012: Alles Klara – Mordwaffe Trabi
- 2015: Das richtige Leben
- 2015–2019: Rentnercops (TV-Reihe, 40 Folgen in drei Staffeln)
- 2017: Die Spezialisten – Im Namen der Opfer (TV-Reihe, Folge: Bum Bum)
- 2018: Wolfsland – Der steinerne Gast

## Hörspiele
- 1971: Hans Siebe: Gepäckfach 19 – Regie: Walter Niklaus (Hörspiel – Rundfunk der DDR)
- 1974: Joachim Nowotny: Ein altes Modell – Regie: Walter Niklaus (Hörspiel – Rundfunk der DDR)
- 1975: Hans Siebe: Plesskauer Harte – Regie: Joachim Staritz (Hörspiel – Rundfunk der DDR)
- 1990: Hans Siebe: Leichensache Gröninger Forst – Regie: Walter Niklaus (Kriminalhörspiel – Rundfunk der DDR)
- 1991: Michel Tournier/Christian Hussel: Veroniques Schweißtücher (Hörspiel – SachsenRadio)
- 1991: Gerhard Pötzsch: Der war das ganz allein – Regie: Joachim Staritz (Hörspiel – SachsenRadio/hr)
- 1992: Jacob Grimm, Wilhelm Grimm/ Katrin Lange: Prinzessin hinter Dornenhecken – Regie: Walter Niklaus (Hörspiel – MDR)
- 1992: Thomas Brasch: Mercedes – Regie: Joachim Staritz (Hörspiel – MDR)
- 1992: Halldór Laxness/Armin Stolper: Seelsorge am Gletscher – Regie: Joachim Staritz (Hörspiel – MDR)
- 1993: Ádám Bodor: Die Außenstelle – Regie: Peter Groeger (Hörspiel – MDR/ORF)
- 1993: Andreas Berger: Bankraub (Herbert Wagner) – Regie: Joachim Staritz (Kriminalhörspiel – MDR)
- 1993: Andreas Knaup: Mann im Zug, Mann im Haus, Mann im Strauch – Regie: Joachim Staritz (Hörspiel – MDR)
- 1994: John B. Keane: The Field – Regie: Robert Matejka (Hörspiel – MDR)
- 1994: Norbert Marohn: Wisch Dir die Tränen ab – Regie: Joachim Staritz (Hörspiel – MDR)
- 1996: Dylan Thomas: Margate – Regie: Joachim Staritz (Hörspiel – MDR)
- 1997: Alexandre Dumas d. Ä./ Helmut Peschina: Der Graf von Monte Christo – Regie: Walter Niklaus (Hörspiel – MDR/BR/ORF)
- 1998: Jens Sparschuh: Der große Coup – Regie: Joachim Staritz (Hörspiel – MDR)
- 1998: Peter Steinbach: Warum ist es am Rhein so schön… (Rugoff) – Regie: Hans Gerd Krogmann (Hörspiel – WDR/DLR)
- 1998: Michail Bulgakow: Der Meister und Margarita – Regie: Petra Meyenburg (Hörspiel (30 Teile) – MDR)
- 1999: Isaak Babel: Die Reiterarmee (Pan Timofej) – Regie: Joachim Staritz (Hörspiel (3 Teile) – MDR/DLR)
- 2000: Donna W. Cross/Friedrich Bestenreiner: Die Päpstin – Regie: Walter Niklaus (Hörspiel – MDR)
- 2001: Józef Ignacy Kraszewski: Gräfin Cosel (Kustos Herzog) – Regie: Walter Niklaus (Hörspiel (5 Teile) – MDR)
- 2014: Thilo Reffert: Kurschatten (Jürgen) – Regie: Götz Fritsch (Radio-Tatort – MDR)

## Auszeichnungen
- 2013: Goldene Henne für sein Lebenswerk (gemeinsam mit Jaecki Schwarz)[8]